# Tecnossauro
Tecnossauro é um termo criado pelo autor italiano Nicola Nosengo, apresentado no livro "A extinção dos Tecnossauros" que se refere aos objetos tecnológicos que, por motivos econômicos ou sociais, cairam em desuso, foram preteridos a novas tecnologias, ou ainda  objetos que não emplacaram. Chama a atenção para a necessidade de se pensar em conjunto tecnologia e sociedade dentro da ideia de progresso econômico, propondo que cada inovação fracassada é antes de mais nada uma ideia de sociedade e cultura que não foi realizada.

## Etimologia
A expressão é um neologismo criado pela união das palavras "tecnologia" e "dinossauro". O termo remete à percepção de que algumas dessas tecnologias, assim como os dinossauros, permaneceram imbatíveis por um longo período de tempo,desapareceram em um período relativamente curto, saindo derrotados do embate pela sobrevivência contra tecnologias concorrentes. Devido à prática recorrente de tentar esconder o fracasso tecnológico, de algumas delas, restaram somente fragmentos, "fósseis".

## Categorias de Tecnossauros
Nicola Nosengo separa os tecnossauros em três principais tipos: aqueles que, ao longo do tempo, tornaram-se ultrapassados e acabaram substituídos por tecnologias mais novas; aqueles que foram para as prateleiras, mas não obtiveram a simpatia da população e, por isso, não emplacaram; e aqueles que nem sequer chegaram a ir para o mercado, permanecendo apenas dentro dos laboratórios como uma mera aposta que poderia ter dado certo.

### Tecnologias obsoletas

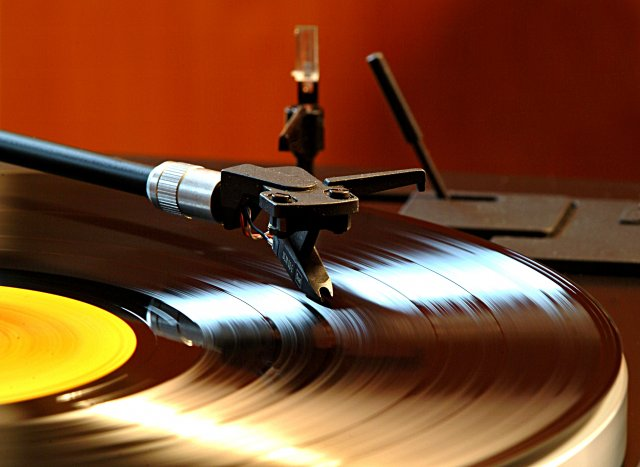
Disco de vinil, uma das tecnologias que pode considerada um tecnossauro

Por conta da inovação tecnológica, as tecnologias estão constantemente sendo modificadas e renovadas. Dessa forma, é normal que tecnologias consideradas soberanas em determinado momento deem lugar às novas invenções. Com o passar do tempo, o ser humano desenvolve novas habilidades e suas necessidades mudam, e então, novas tecnologias surgem com o intuito de melhorar e facilitar cada vez mais as práticas humanas. Dentre essas invenções que, ao longo do tempo, tornaram-se obsoletas, destacam-se o telégrafo e o disco de vinil.
- Disco de vinil: surgido no final da década de 1940, o também chamado LP (Long Play) fez muito sucesso durante as décadas de 1960 e 1970, mas começou a perder espaço a partir da metade da década de 1980 com o aparecimento do Compact Disc, o CD.  Durante a década de 90, apesar de uma resistência por parte de muitos de seus amantes, o CD chegou ao auge do mercado fonográfico e praticamente extinguiu o LP do mercado.

- Telégrafo: desde a sua invenção, o telégrafo passou por várias alterações e sistemas distintos. Ao chegar ao seu estado final, levou um tempo até que fosse aceito diante das autoridades, afinal, era uma forma de transmissão de mensagens de alguns grupos marginalizados. Para isso, foi criada uma lei que previa a assinatura dos documentos. Ao ser aceito diante de todos, foi usado inicialmente nas editoras de jornais. Mais tarde, passou a ser usado para enviar mapas e táticas a exércitos durante momentos de guerra; e por fim, com o aparecimento do telefone e novas formas comunicacionais a longas distâncias, tornou-se obsoleto.

### Tecnologias recusadas

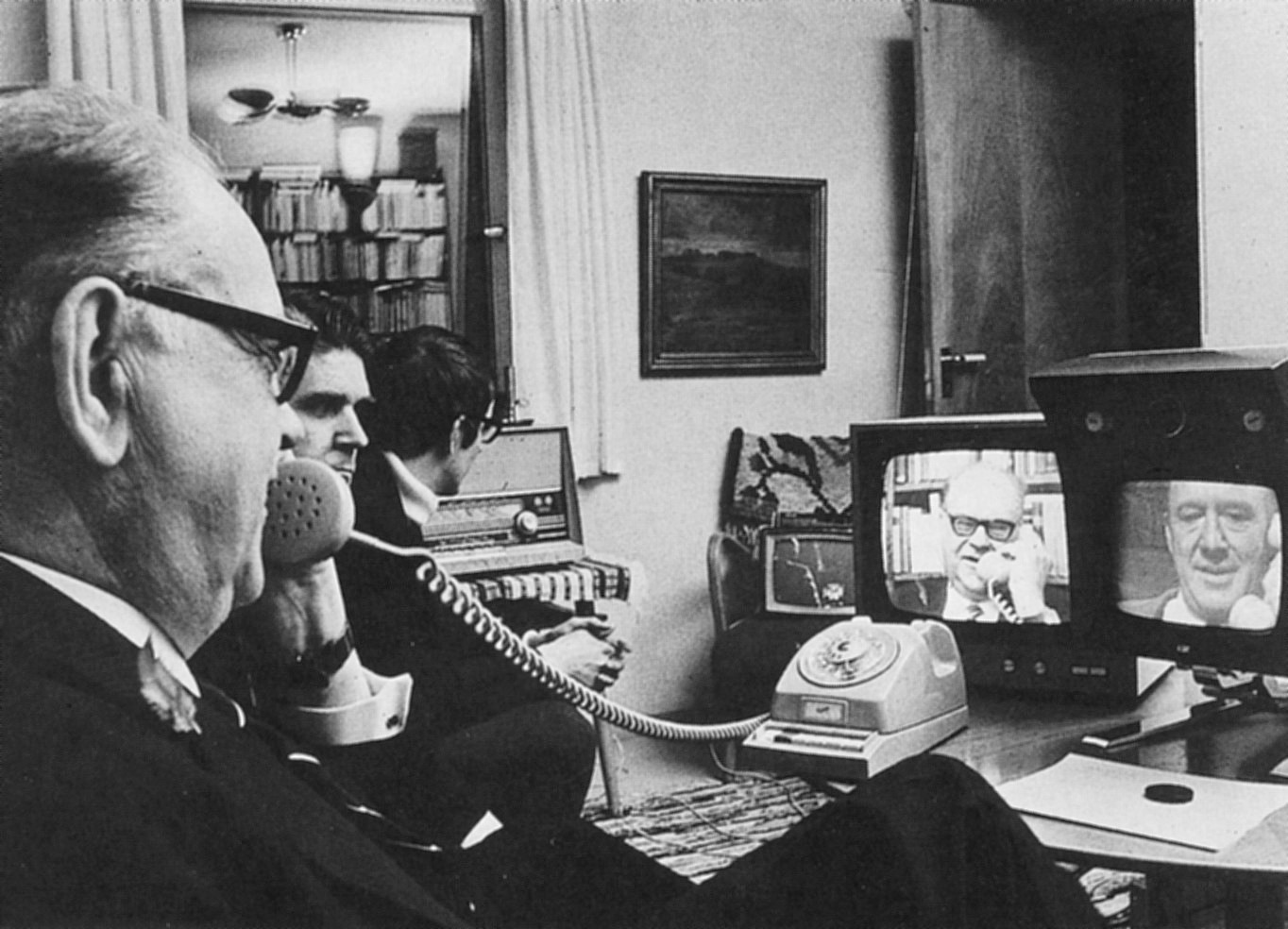
Primeiro-ministro da Suécia Tage Erlander em videoconferência, 1969

Diante da competição entre os produtos, alguns acabam sendo deixados de lado. São lançados, porém não conseguem se solidificar diante do consumidor por algum motivo, e logo são retirados do mercado. Não só a questão econômica é relevante, mas também outras razões como, por exemplo, a aplicação de capital feita pela indústria para aumentar a eficácia desse produto no mundo do consumidor. O espaço de circulação e suporte midiático a determinados itens em detrimento de outros fazem com que estes caiam no esquecimento, assim como a competição com produtos já consolidados pelo público também torna a estabilidade dessas tecnologias cada vez mais difícil. Como exemplos desses tecnossauros que foram vítimas do mercado, podemos citar o videofone e o correio pneumático.
- Videofone: o videofone, que é uma versão com imagem do telefone, não tem conquistado aceitação do mercado até então - mesmo após diversas tentativas durante décadas, desde sua comercialização em 1960. Apesar da ideia de que, ao se introduzir um recurso técnico que transmite som, espera-se naturalmente que ele seja complementado pela imagem, não é certo que as pessoas queiram ser vistas quando falam ao telefone. A falta de contato visual, nesse caso, não é considerada uma limitação, mas uma vantagem. Dentre diversos fatores, Francis Jaur diz que "é muito difícil de ser desagradável, mentir, de fazer confidências e de se esquivar numa conversação por videofone".[1] Por uma preferência do público, o videofone não conseguiu superar o telefone.

- Correio Pneumático: :Criado na segunda metade do século XIX, o correio pneumático era formado por uma série de tubos de aço onde circulava uma corrente de ar capaz de transportar, entre uma estação e outra, capsulas que continham correspondências. Caiu em desuso após a popularização do automóvel, já que era necessário o uso de intervenção humana no uso do correio pmeumático, seu uso já não era mais justificado pelo custo-benefício.

### Tecnologias não comercializadas
Apesar de toda crença acerca do mercado publicitário, nem toda tecnologia desenvolvida é incorporada pela sociedade.  Algumas tecnologias que eram vistas como agentes de mudança no mundo nem chegaram a ser desenvolvidas, e as que foram, nem saíram de seus laboratórios.
- Carro voador: o carro voador, idealizado desde Leonardo da Vinci, é um  híbrido entre o carro e o helicóptero, diferenciando-se deste pela segurança na inércia e pelo sistema de condução, além de precisar ter a hélice escondida:  problemas que ainda não conseguiram ser resolvidos. Outra questão é que também não adiantaria seguir a tecnologia do avião para desenvolver o carro voador, pois é bem diferente. Diversos engenheiros, como o pioneiro Paul Moller, o ex-piloto de guerra Michael Moshier, e o ex-projetista da Boeing, Rafi Yoeli, fizeram protótipos, mas não chegaram a comercializar suas criações. Já não bastasse todas as dificuldades técnicas para a consolidação desse novo veículo de massa, especulam-se problemas como grande risco de queda, a necessidade de um sistema central de controle de vôo e um motor a combustível derivado do esgotável petróleo.

- Carro Elétrico: tão antigo quanto o carro a gasolina, faz tempo que os dois tipos se debatem pelo domínio do campo da mobilidade pessoal e, várias vezes, foi a versão elétrica que pareceu ser vitoriosa. Possui a vantagem de não poluir, mas também a desvantagem quanto a desempenho e autonomia. Começou a ser idealizado por volta de 1830 e no final do século XIX tornou-se disponível, na Europa e na América, sendo encontrado junto com as versões a combustível e a vapor. A qualidade ruim das estradas da época e a maior conveniência e acesso a produtos petrolíferos determinaram a preferência ao carro a gasolina. No fim dos anos 1960, a partir das discussões em torno da poluição atmosférica e sonora, ele saiu da gaveta de novo, afinal as estradas já eram bem melhores, mas, infelizmente nessa época, o petróleo estava muito barato e os custos de manuseio e descarte das células das baterias eram altos, tornando vã qualquer hipótese de mercado de massa. Na última década do século XX, ele reaparece mais uma vez, mas, temendo um mundo com menos carros, as próprias indústrias de automóveis não tiveram como meta a propulsão elétrica. Seu problema maior nunca foi o preço, pois a sua produção em larga escala permitiria a redução do custo unitário de produção até ficar comparável ao carro a gasolina.

## Tecnologia e Economia
Os economistas deixaram de lado o debate teórico sobre a relação entre a tecnologia e os mercados por muito tempo. Apesar de compreenderem a ligação direta entre o desenvolvimento tecnológico e os eventos econômicos e de dedicarem consideráveis esforços para delinear e medir algumas consequências, eles levaram muito tempo para se aprofundarem sobre esta relação.
O primeiro economista a se interessar pelo problema da tecnologia foi Joseph Schumpeter, que estudou os processos tecnológicos a partir de uma rígida distinção entre invenção e inovação.
Com o termo invenção, Schumpeter compreende a atividade do cientista, do técnico, do inventor. Já inovação, seria a atividade do empreendedor que transforma a invenção em um produto vendido no mercado. Ele coloca: “a inovação é possível sem o que chamamos invenção, e a invenção não necessariamente comporta uma inovação [...]”. Dessa forma, Nosengo conclui que se a invenção é externa ao sistema econômico, a inovação é seu motor principal. O que chamamos de inovação, então, seria o “progresso econômico”.
Na época, esta distinção foi considerada a maior qualidade de sua análise, no entanto, hoje, ela é considerada limitada, pois impede a compreensão da origem das novas tecnologias, como elas assumem sua forma definitiva e de como determinadas soluções prevalecem sobre modelos alternativos.
Além da proposta de conceitos, Schumpeter tinha como principal interesse entender o papel da tecnologia no sistema capitalista, concluindo que a inovação técnica é responsável pela instabilidade do sistema, mas mantém a estabilidade da ordem capitalista.

## Impulso tecnológico e impulso do mercado
Os economistas que se ocuparam com a questão da tecnologia procuraram encontrar os fatores que influenciam a taxa de inovação numa sociedade, e dividiram entre impulso tecnológico (technological push) e impulso do mercado (market pull). O impulso tecnológico é definido como o progresso dos conhecimentos científicos dissociados no mercado, sendo assim, o motor da inovação, em que as necessidades e demandas da população não têm papel importante na produção de novas técnicas. Já no impulso do mercado, as tecnologias são desenvolvidas pelas empresas porque estas percebem uma demanda de mercado e tentam responder a ela.

## Quadro de Funcionamento e Quadro de Uso
O quadro de funcionamento define um conjunto de saberes ou habilidades práticas colocadas em ação, ou possíveis de serem colocadas em ação ao longo da atividade tecnológica. Logo, tudo o que tem a ver com o funcionamento interno de um artefato técnico.
O quadro de uso, ao contrário, diz respeito ao que se faz com o artefato, ao que é preciso saber para usá-lo e os objetivos para os quais é usado.
Os dois quadros se articulam, dando origem ao quadro sociotécnico. O tecnossauro, seria o resultado de uma disjunção entre um quadro de funcionamento e um quadro de uso, ou o rompimento de uma ligação gasta, que se tornou inadequada sob algum dos dois planos.

## Três fases do desenvolvimento de inovação
- Primeira fase: Histórias paralelas

A primeira se da em torno que diz respeito a interesses comuns. Como por exemplo, no caso do fonógrafo, havia interesse tanto pela indústria telefônica, quanto pela ciência, na possibilidade de se gravar a palavra. E, nessa fase, não há necessidade de se procurar sinais de futuros desenvolvimentos.
- Segunda fase: Objeto-valise

A segunda fase é onde a inovação ainda não existe realmente, mas está carregada de significados, ideais e potencialidades muitas vezes irrealistas. Ou mais precisamente: “Uma bolha ideológica destinada a esvaziar-se”.
- Terceira fase:  Objeto-Fronteira

Por meio de uma série de mediações, o Objeto-Valise é transformado em um primeiro artefato técnico operante. Esse objeto é formado a partir do confronto de várias hipóteses alternativas, e sua estabilização levará a formação da “liga”, que é o quadro sociotécnico no qual a inovação se desenvolverá.

## As visões científicas de tecnologia
No campo das ciências humanas, Nosengo escolhe a Sociologia e a História para analisar o desenvolvimento tecnológico. Quanto à primeira, ele faz uma crítica ao dizer que os sociólogos preocuparam-se, durante muito tempo, somente pela difusão das tecnologias, esquecendo-se de tentar compreender a maneira e o motivo pela qual elas surgiram. E, quanto à História, a falha estava em encarar a tecnologia como cronologia da contribuição de indivíduos isolados (inventores, gênios), e, por isso, recusava-se a entender sua complexidade.
Isso somente se renova em 1982, com o surgimento da Associação Europeia para Estudo da Ciência e da Tecnologia (EASST), em que se reúne um grande número de pesquisadores preocupados em investigar a relação entre a tecnologia e diferentes campos do conhecimento. Tais participantes propuseram uma abordagem da tecnologia como uma “construção social”, onde não existe um inventor que lança um artefato no mercado e uma sociedade que o aceita ou ignora. O objeto técnico é construído através de interações sociais, com uma infinidade de atores.
O resultado mais concreto da EASST veio a público em 1989, com o The Social Construction of Technological Systems, de Treyor Pinch e Wiebe Bijker, uma espécie de manifesto por um novo gênero de estudos sobre tecnologia, identificado pela sigla SCOT (Social Construction of Technology). Sua abordagem lançava mão de três pontos principais:
1. A recusa da figura do inventor individual como conceito central;
2. A recusa do determinismo tecnológico (a tecnologia modifica a sociedade, e não o contrário);
3. A recusa da própria distinção entre aspectos técnicos, sociais, econômicos e políticos do desenvolvimento tecnológico.

Trevor Pinch e Wiebe Bijker, pesquisadores participantes da SCOT, propõem, então, um modelo de desenvolvimento tecnológico: o processo de desenvolvimento de um artefato tecnológico é uma alternância de variação e seleção, que resultam em um modelo multidirecional, se diferenciando dos modelos lineares comuns (ciência-tecnologia-mercado). Nosengo argumenta que o processo do desenvolvimento tecnológico é um processo retórico, em que invenção e difusão se confundem, enquanto um artefato continua a modificar-se à medida que é experimentado. No entanto, ao adotar esse modelo multidirecional, surge a pergunta de por que alguns artefatos “morrem” e outros “sobrevivem”. Dessa forma, existem três conceitos que sustentam o modelo de Pinch e Bijker:
- Grupo social relevante, no qual o todos os membros compartilham os mesmos significados relacionados a um determinado artefato;
- Os problemas definidos por esses grupos sociais, que devem ser resolvidos para que uma tecnologia se afirme;
- E as soluções propostas para resolver esses problemas, que, de acordo com os dois autores, elas não precisam resolver de fato os problemas, mas somente fazer com que os grupos sociais enxergar o problema como resolvido. Isso é o que é denominado de “encerramento retórico”.

Sendo assim, o que se pode concluir a partir dos estudos de Pinch e Bijker é que qualquer objeto tecnológico é formado igualmente por elementos técnicos e sociais, os quais devem sempre andar juntos.
Outra importante teoria advinda do período de atuação da SCOT provém de Michel Callon e Bruno Latour, cujas perspectivas teóricas se baseiam na metáfora da rede (network). Para estes autores, a tecnologia conecta elementos heterogêneos (humanos e não-humanos; sociais e técnicos) sem distingui-los e nem hierarquizá-los. No interior de uma rede, movem-se os atores: pessoas e soluções técnicas, indivíduos e instituições, representantes e porta-vozes. A associação bem sucedida de tais elementos possibilita o sucesso de uma inovação.
O sociólogo francês Patrice Flichy, que não foi um participante da EASST, elaborou também uma teoria da inovação tecnológica, na qual integrava tecnologia e sociedade. Ele utilizava a noção de quadro primário de um sociólogo chamado Erving Goffman, que se refere a um esquema de referências que engloba as ações dos indivíduos e possibilita, numa determinada situação, a atribuição de sentido àqueles aspectos que, de outra forma, não o teriam. Flichy afirma que toda atividade tecnológica se situa dentro deste quadro de referência. Sem ele, um objeto técnico resume-se a condição de ser somente um achado tecnológico. Este quadro, por sua vez, possui dois aspectos complementares: funcionamento, relacionado ao funcionamento interno de um artefato técnico, e uso, relacionado ao que se fazer com um artefato, o que é necessário saber para usá-lo e os objetivos para os quais é utilizado. Estes dois aspectos dão origem ao quadro sociotécnico, cujos componentes são inseparáveis.
Ainda em sua teoria, Flichy diz que qualquer inovação passa por três fases: histórias paralelas; objeto-valise, na qual a inovação ainda não possui um significado; e objeto-fronteira, na qual uma série de mediações transforma a fase anterior num primeiro artefato técnico funcionante. Ele conclui, dessa forma, com os dizeres: “Definitivamente, o processo inovador consiste numa estabilização de relações entre os vários componentes de um artefato, por um lado, e entre vários atores da atividade tecnológica, por outro. O quadro sociotécnico ordena as diferentes relações e permite a adequação entre as ações individuais. Contrariamente ao que sempre se pensou, a inovação {..} é o encontro de histórias paralelas, adequações sucessivas, confronto e nogociação, redução da incerteza.”